# Хізнебі
Хізнебі (груз. ხიზნები) — село в Грузії.
За даними перепису населення 2014 року в селі проживає 22 особи.